# Amir Labaki
Amir Labaki (São Paulo, 29 de janeiro de 1963) é um crítico de cinema, jornalista, curador e escritor brasileiro.
Amir Labaki fundou, em 1996, o É Tudo Verdade - Festival Internacional de Documentários, do qual é curador. Foi diretor técnico do Museu da Imagem e do Som de São Paulo por duas vezes (1993-1995; 2003-2005).
É articulista da Folha de S.Paulo e é colunista do jornal Valor Econômico. Desde 2004 dirige, escreve e apresenta o programa É Tudo Verdade no Canal Brasil. Para o mesmo canal, escreveu, produziu, apresentou e produziu a série de entrevistas com documentaristas brasileiros Cineastas do Real, exibido entre setembro e novembro de 2015. Foi ainda o apresentador e curador internacional das faixas Cultura Documentários e É Tudo Verdade Internacional da TV Cultura de São Paulo (2010-2013).
Formado em cinema pela Escola de Comunicações e Artes da USP, é autor de treze livros sobre cinema e história e também da peça Lenya, sobre a atriz austríaca Lotte Lenya. Em 2005, dirigiu o documentário em curta metragem Um intelectual no cinema: Eduardo Escorel. Em 2008, dirigiu, produziu e escreveu o documentário de longa-metragem 27 cenas sobre Jorgen Leth.

## Livros
- 1961 - A Crise da Renúncia e a Solução Parlamentarista (1986);
- O cinema dos Anos 80 (1991) - organização e ensaios sobre Os Caçadores da Arca Perdida, de Steven Spielberg, e Ran, de Akira Kurosawa
- Fernando Solanas: una Passione Latinoamericana - Le Confessioni Cinematografiche di un Autore Argentino - com Mario Cereghino (1993, lançado no Brasil com o título Solanas por Solanas - Um Cineasta na América Latina);
- O Olho da Revolução - O Cinema Urgente de Santiago Alvarez (1994, também o traduziu para o espanhol).
- Folha Conta Cem Anos de Cinema (1995) - organização, introdução, notas, posfácio e artigos sobre Louis Lumière, René Clair, Akira Kurosawa e Laranja Mecânica, de Stanley Kubrick.
- O Cinema Brasileiro – De O Pagador de Promessas a Central do Brasil – organização, introdução, cronologia, filmografia e resenha de Os Fuzis, Eles não Usam Black-Tie, Como Nascem os Anjos, Terra Estrangeira e Um Céu de Estrelas.
- Folha Explica 2001 – Uma Odisséia no Espaço (2000)
- Person por Person (2002, sobre o cineasta paulista Luís Sérgio Person)
- É Tudo Verdade – Reflexões sobre a cultura do documentário (2005)
- O Cinema do Real – (2005, com Maria Dora Mourão)
- Introdução ao Documentário Brasileiro (2006)
- É Tudo Cinema - 15 Anos de É Tudo Verdade (Imprensa Oficial, 2010)
- "A Verdade de Cada Um" - organização, apresentação e notas biográficas (Cosac Naify/É Tudo Verdade, 2015)

## Filmes
- A fotografia do novo cinema paulista (1993, roteiro)
- Um intelectual no cinema – Eduardo Escorel (27', 2005, direção e roteiro)
- 27 cenas sobre Jorgen Leth (72', 2008, direção, produção e roteiro)

## Teatro
- Lenya – monólogo musical (2006) - Estreia no Sesc Paulista em São Paulo, em 2008, com Mônica Guimarães e direção de Regina Galdino
- "Depois do Ensaio", de Ingmar Bergman (2014/15) - Co-tradução com Humberto Saccomandi e produção com Mônica Guimarães, também diretora.